# 埃爾蒙特 (紐約州)
埃爾蒙特（英語：Elmont）是位於美國紐約州拿騷縣的普查規定居民點。

## 人口
根據2020年美國人口普查的數據，埃爾蒙特的面積為8.86平方千米，當中陸地面積為8.83平方千米，而水域面積為0.03平方千米。當地共有人口35265人，而人口密度為每平方千米3,980.25人。